# تسمم الميثانول في جمهورية التشيك 2012
تسمم الميثانول في جمهورية التشيك 2012 وقعت في سبتمبر 2012 في جمهورية التشيك وبولندا وسلوفاكيا. على مدار عدة أيام توفي 38 شخصًا في جمهورية التشيك، و4 أشخاص في بولندا نتيجة لتسمم الميثانول وتم نقل العديد من الأشخاص الآخرين إلى المستشفى. استمرت حالات التسمم لعدة سنوات بعد الموجة الرئيسية. اعتبارًا من أبريل 2014 كان هناك 51 قتيلًا والعديد منهم أصيبوا بأضرار صحية دائمة.
أنشأت الحكومة التشيكية مجلسًا مركزيًا للاستجابة للطوارئ وحظرت بيع المشروبات الكحولية التي تحتوي على أكثر من 30٪ من الكحول في أكشاك الطعام في 12 سبتمبر. في 14 سبتمبر تم تمديد الحظر ليشمل أي بيع لجميع المشروبات الكحولية التي تحتوي على نسبة كحول أعلى من 20٪ من الحجم. في 20 سبتمبر تم حظر تصدير هذه المنتجات أيضًا. تم رفع القيود المفروضة على بيع الخمور في 27 سبتمبر 2012.
قامت الشرطة بشكل منهجي بتفتيش المحلات التجارية التي تباع فيها الخمور. بقيادة نائب رئيس الشرطة فاتسلاف كوتشيرا قام فريق شرطة خاص يسمى ميتيل بتنسيق التحقيقات. في 24 سبتمبر أعلنت الشرطة أنه تم التعرف على مصدر الكحول الملوث بالميثانول. تم القبض على اثنين من المشتبه بهم الرئيسيين: رودولف فيان وهو رجل أعمال من كارفينا يحمل الجنسية السلوفاكية، وتوماش كيبيلا صاحب شركة تشيكية من سيتكا. في 21 مايو 2014 حكم على الاثنين بالسجن مدى الحياة. ثمانية آخرين حكم عليهم بالسجن لمدة 8 إلى 21 سنة.
اعتبارًا من مايو 2018 تم حظر الميثانول في الاتحاد الأوروبي لاستخدامه في غسيل الزجاج الأمامي أو إذابة الجليد بسبب مخاطر الاستهلاك البشري.

## حوادث مماثلة
حادثة مماثلة حصل في الماضي هي حادثة تسمم الميثانول بارنو، وقعت في مقاطعة بارنو إستونيا في سبتمبر 2001، وذلك عندما توفي 68 شخصًا وتم إعاقة 43 شخصًا آخرين بعد استخدام محتويات عبوات الميثانول المسروقة في إنتاج الخمور غير المشروعة.